# Ciasa
Ciasa là một chi bướm đêm thuộc họ Noctuidae.